# Мелфорд, Джордж
Джо́рдж Г. Ме́лфорд (англ. George H. Melford; 19 февраля 1877 — 25 апреля 1961) — американский кинорежиссёр, актёр театра и кино, изредка выступал как кинопродюсер и сценарист.

## Биография
Родился в Рочестере, штат Нью-Йорк, в 1877 году (хотя некоторые источники указывают на 1888), как Джордж Генри Кнауф, сын немецкого иммигранта Генриетта Кнауфа. Кроме Джорджа в семье было ещё четыре сестры. Мелфорд окончил университет Макгилла в Монреале, Канада.
Он работал в театре в Цинциннати, штат Огайо, после чего перешёл в киностудию «Kalem Company» в Нью-Йорке в 1909 году, нанятый режиссёром Сидни Олкоттом, осенью 1910 он переехал на Западное побережье. В 1911 году он с Робертом Виньолой стали режиссёрами первого короткометражного фильма Рут Роланд «Аризона Билл» на основе сценария, который он написал. В 1915 он был нанят Джесси Ласки для съемок полнометражных фильмов для «Feature Play Company». В том же году Мелфорд стал одним из членов-учредителей Ассоциации директоров кинофильмов.
В 1916 Мелфорд снял фильм «Иметь и владеть», основанный на романе Мэри Джонстон, который стала бестселлером в США в 1900 году. В 1921 он снял свой самый известный немой фильм — «Шейх», с Рудольфом Валентино в главной роли.
Мелфорд оставался в компании Ласки в течение десяти лет, а затем присоединился к Universal Pictures, где он снял свой первый звуковой фильм в 1929 году. В следующем году он снял четыре испаноязычных фильма, включая фильм Дракула. Мелфорд снял его одновременно с английской версией на тех же декорациях, используя другую съемочную команду. Некоторые источники говорят, что Мелфорд был назначен на работу, потому что он мог говорить по-испански, но другие источники утверждают, что Мелфорд не разговаривал по-испански и пришлось использовать переводчика для общения с актёрами.
Его последняя большая работа в качестве режиссёра пришла в 1937 году, когда он и Гарри Л. Фрейзер сняли первый сериал «Columbia Pictures», который состоял из 15-эпизодов, пятичасовой приключенческий фильм «Угроза джунглей» с Фрэнком Баком в главной роли. В возрасте 60 лет трудоголик Мелфорд решил отказаться от напряженной работы и начал сниматься в простых ролях. Тем не менее, в 1946 году Гарри Фрейзер убедил его к сотрудничеству в создании фильма «Террор джунглей», полнометражного сиквела успешного сериала.

## Последние годы и смерть
Мелфорд любил кинобизнес, и хотя он был финансово независимым, он не переставал работать. Сняв более 140 фильмов, он продолжал сниматься в качестве актёра. В 1940-х годах он снимался в 6 короткометражных комедиях Престона Стерджеса. Он также снялся в эпосе «Десять заповедей» (1956).
Он появился в своем последнем фильме в 1960 году в возрасте 83 лет, а 25 апреля 1961 года умер в Голливуде от сердечной недостаточности. Джордж Мелфорд похоронен на Valhalla Memorial Park Cemetery в Северном Голливуде, Лос-Анджелес, штат Калифорния.

## Фильмография

### Актёр
- Своенравная дочь / The Wayward Daughter (1909)
- Прикосновение рук ребёнка / The Touch of a Child’s Hand (1910)
- Когда два сердца выиграют / When Two Hearts Are Won (1911)
- Опасности моря / Perils of the Sea (1913)
- Засада / Ambush (1939)
- Бригхем Янг / Brigham Young (1940)
- Грабители в диапазоне / Robbers of the Range (1941)
- Другая женщина / That Other Woman (1942)
- Дикси Дуган / Dixie Dugan (1943)
- Большой шум / The Big Noise (1944)
- Слава герою-победителю / Hail the Conquering Hero (1944)
- Дерево растёт в Бруклине / A Tree Grows in Brooklyn (1945)
- Невеста в сапогах / The Bride Wore Boots (1946)
- Гром в долине / Thunder in the Valley (1947)
- Когда моя кроха улыбается мне / When My Baby Smiles at Me (1948)
- Песок / Sand (1949)
- История Страттона / The Stratton Story (1949)
- Билет в Томагавк / A Ticket to Tomahawk (1950)
- Керри / Carrie (1952)
- Проект убийства / A Blueprint for Murder (1953)
- Египтянин / The Egyptian (1954)
- Принц игроков / Prince of Players (1955)
- Десять заповедей / The Ten Commandments (1956)

### Режиссёр
- Аризона Билл / Arizona Bill (1911)
- Братья солдаты Сюзанны / The Soldier Brothers of Susanna (1912)
- Англо-бурская война / The Boer War (1914)
- Молодой романтик / Young Romance (1915)
- Иммигрант / The Immigrant (1915)
- Иметь и владеть / To Have and to Hold (1916)
- Зловещий глаз / The Evil Eye (1917)
- Сэнди / Sandy (1918)
- Дикая юность / Wild Youth (1918)
- Морской волк / The Sea Wolf (1920)
- Сводка новостей / The Round-Up (1920)
- Вот моя жена / Behold My Wife! (1920)
- Жаклин / The Jucklins (1921)
- Мудрый дурак / A Wise Fool (1921)
- Шейх / The Sheik (1921)
- Моран с леди Летти / Moran of the Lady Letty (1922)
- Горящие пески / Burning Sands (1922)
- Отлив / Ebb Tide (1922)
- Заря завтрашнего дня / The Dawn of a Tomorrow (1924)
- Шут Саймон / Simon the Jester (1925)
- Пламя Юкона / The Flame of the Yukon (1926)
- Прошлое человека / A Man’s Past (1927)
- Свобода прессы / Freedom of the Press (1928)
- Мертвые / La Voluntad del muerto (1930)
- Дракула / Drácula (1931)
- Викинг / The Viking (1931)
- Восточнее Борнео / East of Borneo (1931)
- Уголовный кодекс / The Penal Code (1933)
- Угроза джунглей / Jungle Menace (сериал, 1937)
- Террор джунглей / Jungle Terror (1946)

### Продюсер
- 1920 — Вот моя жена / Behold My Wife
- 1922 — Моран с леди Летти / Moran of the Lady Letty
- 1931 — Восточнее Борнео / East of Borneo

### Сценарист
- Пожарный зуав / The Fire-Fighting Zouaves (1913, к/м)
- Большое бревно / Big Timber (1924)
- Морская ярость / Sea Fury (1929)
- Угроза джунглей / Jungle Menace (1937)